# 대한민국 헌법 제30조
대한민국 헌법 제30조는 범죄 피해자가 국가에게 구조받을 수 있음을 규정한 대한민국 헌법의 조항이다.

## 본문
타인의 범죄행위로 인하여 생명·신체에 대한 피해를 받은 국민은 법률이 정하는 바에 의하여 국가로부터 구조를 받을 수 있다.

## 내용
- 범죄 피해자 구조 청구권

## 같이 보기
- 대한민국 헌법 제2장
- 범죄피해자보호법
- 범죄피해자보호기금법
- 범죄구조법